# Luniněcký rajón
Luniněcký rajón (bělorusky Лунінецкі раён, ukrajinsky Лунинецький район, rusky Лунинецкий район) je územně-správní jednotkou na východě Brestské oblasti v Bělorusku. Administrativním centrem rajónu je město Luniněc (bělorusky Лунінец, rusky Лунинец).
Region byl založen 15. ledna 1940.

## Geografie
Rozloha rajónu je necelých 2709 km². Zemědělská půda zabírá 783 km² a lesy 1080 km². Rajón hraničí na západě s Pinským rajónem, na jihu se Stolinským rajónem a na severu Hancavickým rajónem Brestské oblasti, na východě má hranici se Žytkavickým rajónem v Homelské oblasti a na severovýchodně se Salihorským rajónem v Minské oblasti.
Rajón leží na území samého centra Běloruského Polesí, v poměrně ploché a jednotvárné krajině s nadmořskou výšku mezi 128 a 152 m.
Je jednou z oblastí s nejhustší říční a kanálovou sítí v zemi. Nejdůležitějším vodním tokem je řeka Pripjať, která tvoří jižní hranici rajónu, a její přítoky Bobryk, Laň a Cna. Podnebí je mírné kontinentální s průměrnou lednovou teplotou -3 °C a červenci 18 °C. Průměrné roční množství srážek je asi 640 mm a vegetační období trvá 205 dní.
Luniněcký rajón je jedním ze čtyř rajónu v Brestské oblasti, které byly nejvíce zasaženy radioaktivním spadem po jaderné katastrofy v Černobylu v roce 1986. Více než 60 % území rajónu bylo vystaveno radiaci v rozmezí 1 až 15 Cu/m².

## Demografie
Podle sčítání lidu, které se uskutečnil v roce 2009, v této oblasti nepřetržitě sídlí 73 200 obyvatel a v průměru 27,02 obyvatel/km².
Základem populace jsou Bělorusové (96.17 %), Rusové (2.54 %) a další (1.29 %).
Administrativně je rajón rozdělen na město Luniněc (které je zároveň správním centrem rajónu) a Mikašjevičy, a na 11 venkovských rad (selsovětů): Bahdanaŭský (1 vesnice), Bastynský (4 vesnice, 4 statky), Vulkaŭský (7 vesnic), Haradocký (6 vesnic), Dvarecký (17 vesnic), Dzjatlavický (3 vesnice, 1 sídlo), Lachvjenský (6 vesnic), Luninský (5 vesnic, 2 sídlo), Radzihjeraŭský (4 vesnice), Sinkjevický (6 vesnic) a Čučavický (5 vesnic, 1 statek).
Na celém území rajónu existuje celkem 80 osad.

## Doprava
Rajónem prochází železniční trať Brest — Homel a silniční komunikace : Ruská federace — Homel — Kobryn, R8: Luniněc — Pinsk, R13: Kleck — Sinjaŭka — Hancavičy — Luniněc a R23: Minsk — Mikaševičy. Pripjať je splavná v celém svém toku napříč rajónem.

## Známí lidé
- Mikalaj Kazak (Мікалай Казак; 1917 – 1994) — abstraktní umělec